# Дом крестьянина (Чебоксары)
Дом крестья́нина ― бывшая гостиница в Чебоксарах, построенная в 1927―1928 годах в стилях конструктивизма и модерна. В 1995 году передана в состав Чебоксарской епархии и реорганизована в духовное училище при Свято-Троицком монастыре. Имеет три этажа и Г-образную планировку. Объёмная композиция формируется из построенной в виде башни угловой части здания, к которой примыкают пониженные объёмы.

## История
Дом крестьянина был построен по проекту архитектора Василия Александрова на территории закрытого Свято-Троицкого монастыря в 1927 году. Работы на здании продолжались до 17 сентября 1928 года из-за пожара. Дом крестьянина проектировался и использовался как гостиница. Стал одним из первых значительных общественных зданий, построенных в Чебоксарах после революции 1917 года в России.
В строении действовал радиоузел на 800 радиоточек и располагался зал на 300 мест, в котором проводились массовые мероприятия и работал кинотеатр «Ударник». В Доме крестьянина также размещались гостиница «Турист» и различные учреждения.
В 1995 году Дом крестьянина был передан в состав Чебоксарской епархии и реорганизован в духовное училище уже действовавшего Свято-Троицкого монастыря. Здание расположено по адресу улица Константина Иванова, 1.

## Архитектура
Здание Дома крестьянина имеет три этажа и Г-образную планировку. Построено в стилях конструктивизма и модерна. Объёмная композиция формируется из выполненной в форме башни угловой части Дома, к которой примыкает более низкий фасад. На «башне» расположены ниши со ступенчатым завершением сверху и П-образной бровкой. Главный вход здания устроен в ризалите со стороны Волги, имеющем ступенчатый аттик. В планировке Дома помимо коридорной системы использован принцип примыкания помещений к вестибюлю и холлу. Перекрытия выполнены из дерева, стены покрашены и покрыты штукатуркой.